# Il segreto del Bosco Vecchio
Il segreto del Bosco Vecchio ("den Gamla Skogens hemlighet") är en roman från 1935 av den italienske författaren Dino Buzzati. Den handlar om en general som tänker avverka en skog av ekonomiska skäl, men upptäcker att skogen är bebodd av osynliga andar. Buzzati skrev boken med inspiration från Arthur Rackhams illustrationer till folksagor och fabler. Han var också inspirerad av Gustave Doré och omgivningarna kring Dolomiterna.
Romanen är förlaga till filmen Il segreto del Bosco Vecchio från 1993 i regi av Ermanno Olmi.